# Lionel de Tinguy du Pouët
Pour les articles homonymes, voir Tinguy.
Pour les autres membres de la famille, voir Famille de Tinguy.
Lionel, Henri, Jean, René de Tinguy du Pouët né à Paris le 6 avril 1911 et mort le 9 septembre 1981 à Neuilly-sur-Seine, est un homme politique français.

## Biographie
Fils de Jean de Tinguy du Pouët, député conservateur de la Vendée sous la IIIe République, ainsi que président du conseil général, il est élève de l'École polytechnique (X1929) et entre au Conseil d'État à l'âge de 23 ans (plus jeune conseiller d'État jusqu'à aujourd'hui).
Mobilisé en 1939 comme capitaine d’artillerie, il est prisonnier de guerre à l'Oflag VI-D pendant cinq ans, malgré plusieurs tentatives d’évasion.
Il épouse Geneviève Marquet de Vasselot, fille de Jean-Joseph Marquet de Vasselot et petite-fille de Victor Martin Le Roy.

## Carrière politique
Il est membre de l'Assemblée constituante (juin-novembre 1946) puis député de la Vendée de 1946 à 1958, siégeant sur les bancs du MRP. Il est battu en 1958 par Michel Crucis. Il est réélu député de la Vendée en 1962 contre Michel Crucis, et battu en 1967 par Paul Caillaud.
Il est sénateur de la Vendée de septembre 1977 au 9 septembre 1981, date à laquelle il meurt. Membre du groupe de l'Union Centriste des Démocrates de Progrès (UCDP, qui devient le groupe de l'Union Centriste en octobre 1986). Il est maire de Saint-Michel-Mont-Mercure de 1945 à 1981, et président de l'Association des maires de France de 1965 à 1974. Il est conseiller général du canton de Pouzauges de 1970 à 1981.

## Fonctions gouvernementales
- Sous-secrétaire d'État aux Finances et aux Affaires économiques du gouvernement Georges Bidault (2) (du 29 octobre 1949 au 17 février 1950)
- Secrétaire d'État aux Finances et aux Affaires économiques du gouvernement Georges Bidault (2) (du 17 février au 2 juillet 1950)
- Ministre de la Marine marchande du gouvernement Henri Queuille (2) (du 2 au 12 juillet 1950)

## Montfort de Tinguy du Pouët
Son fils, Montfort de Tinguy du Pouët, lui succède à la mairie de Saint-Michel-Mont-Mercure (1981-1989), ainsi que comme conseiller général du canton de Pouzauges (1981-1994) sous l'étiquette CDS. Candidat (UDF) à l'élection législatives de juin 1988 dans la cinquième circonscription de la Vendée, il est battu par le député sortant Pierre Métais (PS).

## Publications
- Le Budget des recettes. Rapport présenté au Congrès national de 1925 de la Fédération républicain de France. Paris, imp. de la Journée industrielle, 1925, 10 p.
- Rapport fait au nom de la commission d'enquête chargée de rechercher les causes et les origines des événements du 6 février 1934... ainsi que toutes les responsabilités encourues (La manifestation des Conseillers municipaux de Paris le 6 février 1934) par MM. Paul Perrin et de Tinguy du Pouët. Paris, Chambre des Députés, 15e législature, Session de 1934.
- De la Gestion de la maison France. Conférence prononcée au Club-Échos, le 4 février 1949. Paris, Les Échos, 1949, 18 p.
- Monsieur X va en justice, éditions de la Revue Politique des idées et des institutions, 1953, 15 p.

## Distinctions
- Officier de la Légion d'honneur
- Grand officier de l'ordre national du Mérite
- Croix de guerre 1939–1945
- Commandeur de l'ordre du Mérite maritime, de droit en tant que ministre de la Marine marchande[2].